# Fondation Pierre-Gilles de Gennes pour la recherche
 (décembre 2017).
Si vous disposez d'ouvrages ou d'articles de référence ou si vous connaissez des sites web de qualité traitant du thème abordé ici, merci de compléter l'article en donnant les références utiles à sa vérifiabilité et en les liant à la section « Notes et références ».
La fondation Pierre-Gilles de Gennes pour la recherche était un réseau thématique de recherche avancée (RTRA) ayant pris le statut de fondation de coopération scientifique, l'un des statuts prévus par la loi de programme pour la recherche pour les RTRA. Il rassemblait :
- l'institut Curie ;
- l'IBPC ;
- l'ESPCI ParisTech ;
- Chimie ParisTech ;
- l'École normale supérieure ;
- le CNRS et en particulier l'Institut de biologie physico-chimique ;
- l'INSERM.

## Objectifs
La fondation puise dans un réseau de 140 laboratoires et de plus de 1 450 chercheurs pour lancer des programmes de découverte et d’application.
La fondation ambitionne d'inscrire son projet dans la continuité de l'action du Prix Nobel dont elle porte le nom. Pierre-Gilles de Gennes collabora en effet avec les trois établissements fondateurs et appliqua son génie de physicien à l'étude de la matière molle, là où la chimie alliée à la physique gouverne certains des mécanismes clef du vivant. 
Le 28 septembre 2017, la fondation est dissoute et son patrimoine est transmis à la fondation de coopération scientifique « Paris Sciences et Lettres - Quartier latin (PSL) ».

## Direction
- Directeur général : Raphaël Cases
- Comité de pilotage :
  - Daniel Louvard, directeur du centre de recherche de l’institut Curie
  - François Doz, directeur délégué à l'enseignement et la recherche de l'hôpital Curie
  - Claude Boccara, directeur scientifique honoraire de l’ESPCI ParisTech
  - Janine Cossy, directrice du laboratoire de chimie organique de l’ESPCI ParisTech
  - Antoine Triller, directeur du département de biologie de l’École normale supérieure (Paris)
  - Vincent Croquette, directeur de recherche à l’École normale supérieure